# Wilhelm Hartmann (Heimatforscher)
Wilhelm Hartmann (* 1890 in Ahrenfeld; † 1974 in Hildesheim) war ein deutscher Regionalhistoriker und Heimatforscher in Hildesheim. Hauptberuflich war er Direktor einer Mittelschule in Hildesheim.

## Leben
1963 erhielt er die Brüder-Grimm-Medaille der Akademie der Wissenschaften zu Göttingen für seine wissenschaftlichen Arbeiten zur Erforschung der niedersächsischen Landesgeschichte und die Erschließung bedeutender nichtstaatlicher Archive (Laudatio).
Die Stadt Salzdetfurth beauftragte ihn nach der Zerstörung ihrer Archivbestände im Zweiten Weltkrieg bei den Bombenangriffen auf Hannover mit dem Aufbau einer Quellensammlung, die er 1951 vorlegte (Urkundenbuch der Stadt Bad Salzdetfurth, 388 Dokumente von 1194 bis 1949).
In der Dombibliothek Hildesheim entdeckte er ein Exemplar der Singenden Bibliothek von Johann Christoph Losius (1708), deren Noten Georg Philipp Telemann zugeschrieben werden, der in Hildesheim aufwuchs.
Von ihm stammen auch Beiträge zur Geschichte von Springe und Wunstorf.

## Schriften (Auswahl)
- Die Hexenprozesse der Stadt Hildesheim, Quellen und Darstellungen zur Geschichte Niedersachsens  35, Leipzig 1927
- Geschichte der Stadt Springe von der ersten Erwähnung der Siedlung um das Jahr 1000 bis zum Ausgang des 18. Jahrhunderts, in: Geschichte der Stadt Springe am Deister, Springe 1954, S. 16–120
- Herausgeber mit Rudolf Zoder: Der Bürgermeister. Nach Tagebuchaufzeichnungen des Hildesheimer Bürgermeisters Henning Brandis (1453–1529), Hildesheim 1956
- Herausgeber mit Heinrich Ohlendorf: Geschichte der Stadt Wunstorf, Wunstorf 1957
- Der „Schoduvel“ und das Schauteufelskreuz im alten Hildesheim, in: Alt-Hildesheim, Band 34, 1963, S. 33–44
- Die von Oldershausen, eines der ältesten Adelsgeschlechter Niedersachsens. Hildesheim 1967